# 1946년 고용법
1946년 고용법(영어: Employment Act of 1946, ch. 33, section 2, 60 Stat. 23, 15 U.S.C. § 1021로 성문화됨)은 미국 연방 법률이다. 이 법의 주요 목적은 인플레이션과 실업에 대한 경제적 안정성을 연방 정부의 책임으로 규정하는 것이었다. 이 법은 연방 정부가 다음을 수행하는 것을 "지속적인 정책이자 책임"이라고 명시했다.
모든 계획, 기능 및 자원을 조정하고 활용한다... 자유 경쟁 기업과 일반 복지를 육성 및 촉진하고; 일할 능력과 의지가 있으며 일자리를 찾는 사람들에게 유용한 고용을 제공하는 조건을 마련하고; 최대 고용, 생산 및 구매력을 촉진한다.
의회 내 진보주의자들은 원래 "완전 고용"에 대한 연방 정부의 약속을 확보하려 했으나, 당시 의회를 장악하고 있던 보수 연합이 이 문구가 최종 법안에 포함되는 것을 막았다. 스타인(Stein, 1969)은 " '완전 고용법'을 통과시키지 못한 것은 고용법을 통과시킨 결정만큼이나 중요하다"고 언급한다. 이 법은 또한 백악관에 소속되어 분석 및 권고를 제공하는 경제자문위원회와 합동 경제 위원회를 설립했다. 실제로 정부는 거시경제 관리를 위해 자동 안정화 장치와 연방준비제도 정책에 의존하는 반면, 경제자문위원회는 주로 미시경제 문제에 대한 논의에 집중해왔다.

## 배경
1940년까지 미국의 대공황은 마침내 끝났다. 제2차 세계 대전(1941–45)에 미국이 참전하면서 놀라운 경제 활동과 완전 고용이 이루어졌다. 막대한 군사 지출이 끝나고 전쟁 공장이 폐쇄되며 1,200만 명의 군인이 귀국하면서 전후 공황에 대한 두려움이 만연했다. 이에 대응하여 의회는 경기 침체에 대한 선제적인 안전 장치를 마련하고자 했다.
백악관은 케인스 경제 이론에 의존하여 전략을 개발했다. 경제학자 존 메이너드 케인스와 하버드의 앨빈 한센과 같은 그의 미국인 제자들에 의해 제시된 이 이론은 실업이 완전 고용에 의해 생성될 수 있는 총공급에 비해 불충분한 총수요로 인해 발생한다고 주장한다. 총수요의 변동은 불규칙한 인력 감축과 고용 증가를 유발하여 실업률의 변동을 초래하는 경기 주기라는 현상을 만들어낸다. 케인스는 총수요의 이러한 변화의 가장 큰 기여 요인은 투자라고 주장했다.

## 타협
원래 법안은 1945년 완전 고용 법안(Full Employment Bill of 1945)으로 불렸으며, 하원에서 H.R. 2202로 상정되었고 라이트 패트먼 하원의원에 의해 변경 없이 상원에서 S. 380으로 상정되었다. 이 법안은 국가를 위한 광범위한 경제 정책을 개발하려는 일관된 노력을 나타냈다. 특히, 연방 정부가 미국 국민에게 보장된 권리로 확립된 완전 고용을 달성하기 위해 모든 권한을 행사하도록 의무화했다. 이러한 맥락에서 이 법안은 대통령이 국가 예산 외에 연간 경제 보고서를 제출하도록 요구했다. 이 보고서는 대통령의 경제 보고서(Economic Report of President)로 지정되었으며, 다음 회계연도의 예상 고용률을 추정하고, 완전 고용률에 미치지 못할 경우 이를 달성하는 데 필요한 정책을 의무화해야 했다.
정부 규제, 재정 적자, 통제 불능 인플레이션을 우려하는 재계로부터 법안 문구에 대한 강한 반대가 있었다. 공화당 상원의원 로버트 태프트가 이끄는 보수적인 의원들은 자유 기업 경제에서의 경기 순환은 자연스러운 것이며, 가장 극단적인 경우를 제외하고는 보상 지출을 행사해서는 안 된다고 주장했다. 일부는 경제가 자연스럽게 완전 고용 수준으로 나아갈 것이라고 믿었다. 다른 일부는 정부의 정확한 고용 수준 예측이 실용적이지 않거나 실현 불가능하다고 믿었다. 일부는 고용에 대한 전면적인 보장에 불편함을 느꼈다.
북부 공화당원과 남부 민주당원의 보수 연합이 의회를 장악했다. 법안은 완전 고용 보장과 보상 지출 의무를 제거하도록 강요하는 여러 수정안을 채택해야 한다는 압력을 받았다. 비록 법안의 정신이 1946년 고용법으로 이어졌지만, 그 비유적인 효력은 사라졌다. 최종 법안은 의무라기보다는 일련의 제안에 가까웠다.
그 결과 완전 고용, 완전 생산, 물가 안정이라는 일반적인 목표를 달성하는 법안이 탄생했다. 해리 S. 트루먼 대통령은 1946년 2월 20일 이 타협 법안에 서명하여 법으로 제정했다.

## 개요
보수주의자들은 최종 법안에서 케인스주의적 특징을 모두 제거하여, 단순히 연방 정부가 "최대 고용, 생산, 구매력을 촉진"하도록 권장하는 수준으로 만들었다.
이 법은 대통령이 국가 예산 제출 후 10일 이내에 고용, 생산, 자본 형성 및 실질 소득 통계를 포함한 미래 경제 상태를 예측하는 연례 경제 보고서를 제출하도록 요구한다. 이 법이 명명한 대통령 경제 보고서는 국가의 미래 경제 목표를 제시하고 이를 달성하는 방법에 대한 제안을 제공하는데, 이는 원래 법안의 보상 지출에 대한 초점과는 확연한 차이를 보인다.
이 법은 경제 정책을 수립하는 데 있어 대통령을 자문하고 지원할 임명 자문 위원회인 미국 대통령 경제자문위원회를 창설한다. 또한 상원의원과 하원의원으로 구성된 위원회인 합동 경제 위원회를 창설하며, 이 위원회는 정부의 경제 정책을 적어도 매년 검토하도록 지시받는다.

## 개정
법이 통과된 후 실업률은 상당히 안정적으로 유지되었다. 그러나 1970년 이후 경제가 변동하기 시작했고 실업률은 다시 상승했다. 1946년 이 법을 제정하게 된 동일한 우려가 1978년 완전 고용 및 균형 성장법이라는 개정안을 촉발시켰다. 이 법은 1945년 원래의 완전 고용 법안과 정신적으로 동일했으며, 완전 고용과 이를 달성하기 위한 경제적 수단을 보장했다.

## 대중문화
1995년 스타 트렉: 딥 스페이스 나인 에피소드 "과거 시제"에서 고용법은 2024년 미래의 변화 중 하나로 폐지되었다.

## 내용주
1. ↑  Norton (1977)
2. ↑  J. Bradford De Long, "Keynesianism, Pennsylvania Avenue Style: Some Economic Consequences of the Employment Act of 1946," Journal of Economic Perspectives, (1996) 10#3 pp 41-53. online
3. ↑  Herbert Stein, The fiscal revolution in America (1969) p 197
4. ↑  Norton (1977)
5. ↑  Theodore Rosenof, Economics in the Long Run: New Deal Theorists and Their Legacies, 1933-1993 (1997)
6. ↑  Don Yalung-Mathews, "Business Perspectives on the Full Employment Bill of 1945 and Passage of the Employment Act of 1946," Essays in Economic and Business History, 1990, Vol. 8, pp 331-342
7. ↑  Weidenbaum, (1996)

## 추가 자료
- Bailey, Stephen K. Congress Makes a Law: The Story Behind the Employment Act of 1946 Columbia University Press (1950)
- Norton, Hugh S. The Employment Act and the Council of Economic Advisers, 1946-1976 (1977)
- Wasem, Ruth Ellen. Tackling Unemployment: The Legislative Dynamics of the Employment Act of 1946 (W.E. Upjohn Institute for Employment Research; 2013) 241 pages
- Weidenbaum, Murray. "The Employment Act of 1946: A half century of presidential policymaking," Presidential Studies Quarterly, Summer 1996, Vol. 26 Issue 3, pp 880–85